# 世界大百科事典

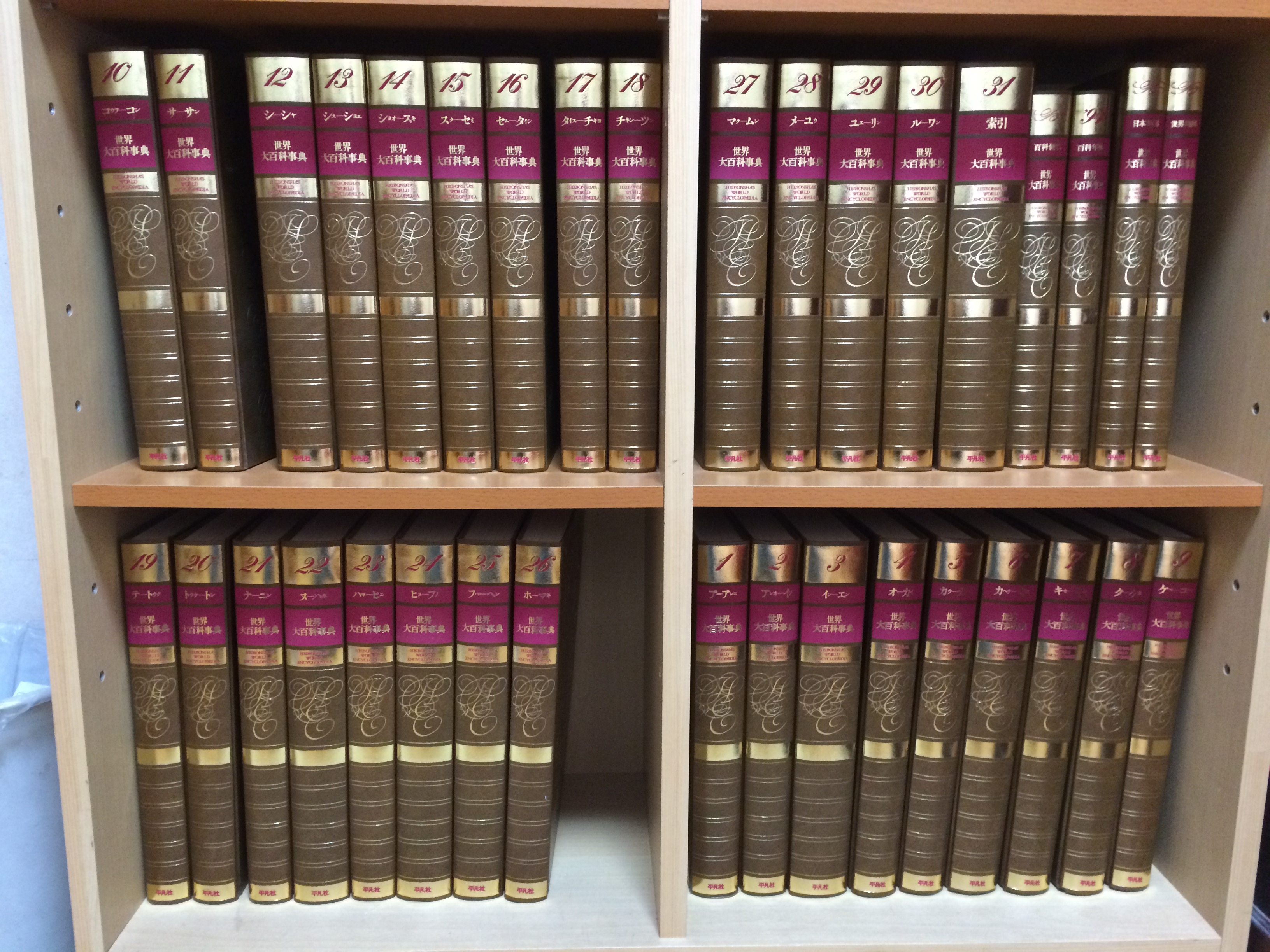
平凡社 世界大百科事典

世界大百科事典（せかいだいひゃっかじてん）は、平凡社が出版する百科事典のひとつ。最新版は2007年9月に発売された『改訂新版 世界大百科事典』であり、全35巻、総項約24,900、総項目数約9万、索引項目数約49万である。最新版の編集長は加藤周一。

## 歴史
大百科事典（名称は当時）は、平凡社を設立した下中弥三郎が中心となって編纂された。かねて自ら百科事典を編纂したいとの欲求を抱いていた下中は、1914年に新語辞書『や、此は便利だ』を出版し、成功を収めた。この成功を受けて下中は幾つかの小規模な百科事典の編纂に着手するが、1930年秋、それらの計画を破棄して総合的な百科事典の編纂を行うことを決意する。下中は木村久一を編集長に任命し、1931年6月、百科事典編纂に着手する。半年後に第1巻を発売するという厳しい日程であったが、下中は大量の編集者を動員するなどして、1931年11月、無事に『大百科事典』第1巻を刊行した。

## 各版の詳細
| 版       | 出版年      | 名称                    | 分量                                                                              | 編集長   | 編集顧問 | 編集委員・項目選定委員 | 執筆者数 | その他 |
| -------- | ----------- | ----------------------- | --------------------------------------------------------------------------------- | -------- | -------- | ---------------------- | -------- | --- |
| 1931年版 | 1931 - 1935 | 大百科事典              | 全28巻（本巻26巻・索引1巻・補遺1巻）                                              | 木村久一 |          |                        |          | 平凡社初の大百科事典。A型が特レザー・クロス装、B型が背革角革天金装だった。 |
| 1936年版 | 1936 -1940  | 大百科事典              | 全29巻（本巻26巻・索引1巻・補遺1巻・新補1巻）                                     |          |          |                        |          | 1931年版の改訂版。口絵が減らされた廉価新装版でもある。 |
| 1943年版 | 1936 -      | 新輯版大百科事典        | 7巻にて刊行中止（本巻7巻）                                                        |          |          |                        |          | 1936年版の戦時改訂版。製本屋の被災によって第8巻以降の刊行が継続不能となる。戦時検閲下のため収録内容に偏りがあり、そのため平凡社は戦後に新輯版を読者から買い戻した。                                                                               |
| 1947年版 | 1947 -      | 大百科事典              | 全29巻（本巻26巻・索引1巻・補遺1巻・新補1巻）                                     |          |          |                        |          | 1931年版の改訂復刊版。戦後の紙不足により、輸送段階で水没した質の悪い紙を使わざるを得なかった。戦前版と比べ、一部の項目がGHQの検閲により削除されている。1950年までに追加の新補3巻を刊行。                                                          |
| 1951年版 | 1951 -      | 大百科事典              | 全16巻（本巻13巻・索引1巻・補遺1巻・新補1巻）                                     |          |          |                        |          | 1931年版の縮刷版（A5判）。 |
| 1955年版 | 1955 - 1960 | 世界大百科事典          | 全33巻（本巻31巻・索引1巻・補遺1巻）                                              | 林達夫   |          | 96名                   |          | 新たに編纂され世界大百科事典として書名変更を行う。世界史的視野を盛り込み、中でもアジアに関する記述が大幅に増補されている。装丁は豪華本と特製、上製の3種類あり、上製は1964年版の装丁と似ている。1963年に補遺1巻も刊行された。                      |
| 1964年版 | 1964 - 1968 | 世界大百科事典          | 全26巻（本巻23巻・索引1巻・地図帳2巻）                                            | 林達夫   |          |                        |          | 背表紙に縦線が描かれた藍色装丁。1955年版の改訂新版。 |
| 1972年版 | 1972 -      | 世界大百科事典          | 全35巻（本巻32巻・索引補遺1巻・地図帳2巻か地図帳1巻+世界大百科年鑑1巻）           | 林達夫   | 30名     | 94名                   |          | 装本：原弘、背表紙に波線と太陽が描かれた黒色装丁。1964年版の改訂新装版。判型を四六倍判からA4判に変更。 |
| 1975年版 | 1975 -      | 世界大百科事典          | 全35巻（本巻32巻・索引補遺1巻・地図帳1巻・世界大百科年鑑1巻）                     |          |          |                        |          | カスタム版、緑色の簡素な装丁。1972年版のペーパーバック装丁版。 |
| 1981年版 | 1981 -      | 世界大百科事典          | 全36巻（本巻32巻・索引補遺1巻・現代巻1巻・地図帳1巻・世界大百科年鑑1巻）          |          |          |                        |          | えんじ色装丁とオリーブ色装丁の2種類がある。1972年版の新装版。 |
| 1984年版 | 1984 -      | 大百科事典              | 全16巻（本巻15巻・索引1巻）                                                       | 加藤周一 | 17名     | 500余名                | 7,000名  | 造本・デザイン：杉浦康平（協力：谷村彰彦）、黄色の装丁。口絵カラーページを無くした四六倍版として刊行された。平和と民主主義、人権の擁護を基本的な立場として編纂された。後に地図帳2巻も刊行されている。時期的に1981年版世界大百科事典と併売された。 |
| 1988年版 | 1988 -      | 世界大百科事典          | 全35巻（本巻30巻・索引1巻・地図帳2巻・百科便覧1巻・百科年鑑1巻かアルマナック1巻） | 加藤周一 | 17名     | 514名                  | 6,719名  | 造本・デザイン：杉浦康平（協力：谷村彰彦）、濃い茶色の装丁。1984年版大百科事典を世界大百科事典に書名変更し増補改訂。 |
| 2006年版 | 2006 -      | 世界大百科事典 改訂版   | 全35巻（本巻30巻・索引1巻・地図帳2巻・百科便覧1巻・アルマナック1巻）              | 加藤周一 | 17名     |                        | 7,000名  | 1988年版の改訂版。時期的に1年しか販売されなかったため、流通部数は少ない。 |
| 2007年版 | 2007 -      | 改訂新版 世界大百科事典 | 全34巻（本巻30巻・索引1巻・地図帳2巻・百科便覧1巻）                               | 加藤周一 | 17名     |                        | 7,000名  | 総項目数 約9万、索引項目数 約42万、図版 カラー約8,500点、モノクロ約1万点 1988年初版以来20年ぶりの大規模改訂版。 装丁は1988年版と同一。 |

## 世界大百科年鑑、百科年鑑とアルマナック
- 時代状況を反映させるために1972年版世界大百科事典から1984年までは世界大百科年鑑（記名は1973年から1985年）を、1985年から1998年までは百科年鑑（記名は1986年から1999年）を出版していた。
- 1973年から1984年まで別の形で平凡社から百科年鑑シリーズが刊行され、1985年度から年鑑名が変更された。
- 1981年版に、過去の世界大百科年鑑をまとめた青色装丁の世界大百科年鑑スペシャルが特典として付けられた。1973 - 1979年、1973 - 1980年、1973 - 1981年の3種類がある。
- 以前の版と装丁を合わせるため、1985年以降は同じ年度でも装丁が異なる版が数種類作られた。
- 2000年以降は、アルマナック（2000年初版、2005年2版）が世界大百科事典に付く。改訂新版は、アルマナックが本巻、索引巻と統合された。

## 百科便覧
1988年版以降の世界大百科事典には統計・資料として百科便覧1巻が含まれている。世界大百科事典を購入した時期により版が違い、別売りもされている。
- 1986年：百科便覧の初版。
- 1993年：1986年の初版を全面的に見直して追補した改訂版。
- 1998年：三訂版。
- 2003年：四訂版。
- 2007年：五訂版。改訂新版の世界大百科事典と合わせて刊行された。

## 電子版
世界大百科事典はNEC、日立デジタル平凡社、日立システムアンドサービス、セイコーインスツルより電子版としても発売された。

### NEC
- 1992年：CD-ROM版『世界大百科事典』(初版)を発売。CD-ROM1枚組。PC-98シリーズ用。
- 1996年：CD-ROM版『世界大百科事典』(初版)を発売。Windows用。

### 日立デジタル平凡社
- 1998年：CD-ROM版『世界大百科事典 プロフェッショナル版』(初版)を発売。CD-ROM2枚組。初版は第2版よりも約1000点ほど図版の数が多かった。
- 1998年：CD-ROM版『世界大百科事典 第2版 ベーシック版』を発売。インストールディスク、検索ディスク、『マイペディア98』のCD-ROM3枚組。
- 1998年：CD-ROM&DVD-ROM版『世界大百科事典 第2版 プロフェッショナル版』を発売。『マイペディア98』を含むCD-ROM4枚組とそれらを1枚に収めたDVD-ROMが付いた。
- 1998年：CD-ROM版『世界大百科事典 第2版 体験版』が『月刊ASCII』1998年12月号（通算258号）に付録。
- 1999年：DVD-ROMオンリー版『DVD-ROM 世界大百科事典 第2版 プロフェッショナル版』を発売。『マイペディア98』が無い廉価版であるスタンダード版と『マイペディア99』＆『百科年鑑1999』が入ったプレミアム版の二種類が発売された。
- 2000年：CD-ROM版『世界大百科事典 第2版 スペシャル版』を2000年ミレニアム記念保存版として発売。CD-ROM『百科で見る20世紀』が付いたCD-ROM3枚組のベーシック版。それに加え『マイペディア＆世界地図・日本地図 for ネットワーク』が付いたCD-ROM4枚組のプロフェッショナル版が発売された。

### 日立システムアンドサービス
- 2005年：CD-ROM版『世界大百科事典 第2版 & マイペディア』を発売。CD-ROM3枚組。
- 2005年：CD-ROM版『LAN利用向け 世界大百科事典 第2版 &マイペディア』を発売。
- 2007年：CD-ROM版『世界大百科事典 第2版 & 百科事典マイペディアwith現代用語の基礎知識』を発売。
- 2008年：CD-ROM版『世界大百科事典 第2版 & 百科事典マイペディア デジタル地図帳付き』を発売。CD-ROM4枚組。

### セイコーインスツル
- 2013年：電子辞書 DF-X10000　改訂新版の世界大百科事典が搭載されている。2013年4月モデル。
- 2013年：電子辞書 DF-X10001 「DF-X10000」の後継モデル。2013年9月モデル。

## ネット版
1999年から2013年6月30日まで『ネットで百科』内のコンテンツとしてインターネット版『世界大百科事典』が公開提供された。その後2016年3月1日から有料サイトの『ジャパンナレッジ』で『改訂新版 世界大百科事典』第6刷が公開提供されている。2020年12月21日からは『エキサイト辞書』で『改訂新版 世界大百科事典』が無料公開されたが、その後2022年にはエキサイトは辞典類の公開提供をしなくなった。『コトバンク』では『世界大百科事典 第2版』の各項目が2023年末まで一部分が無署名で無料公開され、その後改訂新版によって署名入りで公開されるようになった。

## エピソード
作家の荒俣宏は一時期、編集補助のため、平凡社内に泊まり住んでいた。